# Nunatak Real de Azua
Nunatak Real de Azua är en nunatak i Antarktis. Den ligger i Västantarktis. Argentina, Chile och Storbritannien gör anspråk på området.
Terrängen runt Nunatak Real de Azua är lite kuperad. Havet är nära Nunatak Real de Azua åt sydost. Trakten är obefolkad. Det finns inga samhällen i närheten.